# Cryosophila macrocarpa
Cryosophila macrocarpa là loài thực vật có hoa thuộc họ Arecaceae. Loài này được R.J.Evans mô tả khoa học đầu tiên năm 1992.